# Gabala Ferenc
Gabala Ferenc (Dorog, 1950. szeptember 30. –) labdarúgó, labdarúgó-szakedző, a Dorogi FC Örökös tagja, a Vasas SC szakmai igazgatója.

## Pályafutása

### Játékosként
A Dorogi AC ifjúsági csapatából került a felnőttek közé, ahol 1968-ban a Veszprém elleni 3–2-s dorogi győzelmet hozó NB II-es mérkőzésen mutatkozott be. Az első évadot követően bajnoki bronzérmes lett, amelyet a következő, az 1969-es évadban megismételt. 1971-ben tagja az NB. II-es bajnokcsapatnak, majd az NB I/B-ben ezüstérmet nyert gárdának, amellyel az NB. I-be kerültek. Az 1974-ben történt kiesés követően 1976-ban újra felkerült az NB. I-be, miután a csapattal ezüstérmes lett az NB I/B-ben. Az 1977-es kiesést követően az 1977–1978-as évad őszi szezonjában reményteljesen szerepelt a csapattal. Az újabb első osztályban való feljutásért küzdöttek, amikor az utolsó előtti hazai mérkőzésen, az egyik nagy vetélytárs, a Vasas Izzó elleni rangadón, amely 3–1-es Dorog győzelemmel zárult, egy szerencsétlen belemenés által nyílt törést szenvedett, amely gyakorlatilag a pályafutása végét jelentette. Közel egy évtizeden keresztül volt tagja a csapatnak. 173 bajnoki mérkőzésen szerepelt és 4 gólt szerzett. Ebből 40 NB I-es mérkőzés, ahol egyszer volt eredményes. A Zalaegerszegi TE kapujába sikerült betalálnia. Viszonylag hosszú pályafutása alatt két olyan csapattársa is volt, akikkel végig játszhatott, mégpedig Bartalos József és Tóth Gyula.

### Edzőként
A kényszerből befejezett labdarúgó pályafutást követően edzői képesítést szerzett. Az 1982-1983-as bajnokságban már a dorogi csapat pályaedzőjeként segítette Ivanics Tibor vezetőedző munkáját. A csapat azonban az előzetes várakozások alatt szerepelt. Miután az őszi szezonban egy hat mérkőzésen át tartó vereségsorozatot produkáltak, a bajnokság döntő részében a kiesés elkerüléséért kellett küzdeniük, noha remekül rajtoltak és az említett hullámvölgyet megelőzően a 4. helyen álltak. Tavaszra egyenletesebb teljesítménnyel biztos bennmaradónak tűntek, ám a bajnokság hajrájában az egymást követő két idegenbeli vereséget követően Ivanics edző lemondott, így az utolsó öt fordulóban ő vezette a csapatot, mint megbízott edző. A mérlege: 2 győzelem, 2 döntetlen és 1 vereség. Játékosai közül hárman, Laczkó István, Merényi Lipót és Goldschmidt Gyula csapattársai voltak egykor. Élete első győzelme alkalmán éppen a bajnokesélyes, végül a 4. helyen végzett Siófok ellen vezette csapatát. Az utolsó mérkőzés lefújását követően, miután csapata 4:1-re legyőzte a Debreceni Kinizsit, már ünnepelni készülték a sikeres bennmaradást, hiszen a vetélytárs Ganz-MÁVAG mérkőzéséről érkezett hír alapján, a Dorog bennmaradt. Azonban történtekhez hozzá tartozik, hogy az NB. I-be jutott Szeged hazai pályán 2:0-ra vezetett a dorogi mérkőzés lefújása pillanatában. Bár a szabályoknak megfelelően a zárófordulót teljesen azonos időben kell játszani, Szegeden közel negyed óra volt még hátra a meccsből. Néhány perccel a mérkőzés után, a dorogi szurkolókat is tájékoztatták arról a hangosbemondón keresztül, hogy szinte biztos a Szeged győzelme, noha még 10 perc hátra van a lefújásig. Senki sem gondolta volna, hogy a Ganz feltámad, és 2:2-re hozza az eredményt. Szinte mindenki "bundát" kiáltott, azonban a későbbiekben nem indult eljárás az ügy tisztázása érdekében, így a Dorog kiesett az NB II-ből.
A következő évadban Gabalát bízták meg vezetőedzőként. Az alaposan meggyengült csapat ellenére sem lehetett más a cél a rajtnál, mint a visszajutás a második vonalba. Ez azonban nem sikerült, noha a Dorog az egyik meghatározó csapata volt a mezőnynek, de néhány kellemetlen, nem várt vereség is becsúszott, valamint a bajnokságot megnyerő Dunaújváros folyamatosan kiegyensúlyozottabb tudott lenni. Végül a dorogiak a 4. helyen végeztek, azonban néhány szép emlék mellett szakmai szempontból jelentősnek mondható a bajnok Dunaújváros magabiztos legyőzése, valamint a dorogi csapat őszi hazai 100%-os teljesítménye. Az új évadtól az egykori sikeredző, Dr. Magyar György vette át a csapatot.
Gabala néhány évet pályaedzőként töltött a dorogi csapatnál, amikor az 1987-1988-as évadban újra kinevezték a csapat élére. Pályaedzője, közvetlen segítőtársa, az egykori játékostársa; Honti József lett. A csapatban is volt egykori játékostársa, mégpedig a Videotonból hazatért Szabó József. A bajnokság meghozta számára az első komoly edzői sikert, miután magabiztosan jutottak az NB II-be. Munkáját azonban nem csak csapata remek eredményei dicsérték és igazolták, de az igazán tetszetős, közönségcsalogató játék is jellemezte tanítványait. Nem kis szerepe volt abban, hogy az NB III-as mérkőzéseken szokatlanul magas volt a látogatottság. A 2500-3000-es nézőátlagon túl előfordult 6500 néző is. A sikeres évad után nem is volt kérdés, hogy biztos az edzői széke.
A magasabb osztályban is folytatódott sikeres edzői tevékenysége. Újonc csapata gond nélkül maradt benn úgy, hogy egyszer sem állt kieső helyen, ráadásul az elmúlt évad két gólzsákja és kiválósága, Szabó József és Füle Antal nélkül vágtak neki a magasabb osztálynak, gyakorlatilag az NB III-as kerettel. Vezetésével a Dorog a középmezőnyben végzett, ám, ha nincs az új kiírás, miszerint döntetlen esetén 11-es párbajban további egy pontot szerezhet az egyik csapat, akkor még előkelőbb helyen zártak volna. A hagyományos 2 pontos rendszerben ugyanis a 6. lettek volna. Ezen felül néhány bravúrt is hozott az évad. Az élcsapatok ellen sok pontot sikerült megszerezni (a bajnok Csepel, valamint a Volán, a Komló és a Keszthely ellen győzelem, az ezüstérmes BVSC-vel oda-vissza döntetlen), a Volán elleni meccsen Törőcsiket sikerült teljesen kikapcsolni a játékból, az NB I-es feljutással kacérkodó Komlót pedig káprázatos játékkal 5–0-ra verték. A sikerek ellenére azonban már nem maradt a dorogiak kispadján. Előbb Baján, majd Miskén edzősködött szintén az NB II-ben, majd újabb állomásait a Kecskeméti TE és a Vasas SC jelentették. Jelentős edzői munkát fejtett ki az utánpótlás terén is. Jelenleg a Vasas szakmai igazgatója.

## Érdekességek
Pályára lépett a Ferencváros - Dorog NB. I-es mérkőzésen a Népstadionban, 1974. május 5-én, amely mindkét csapat számára sporttörténeti érdekességgel bír. A Fradinak ez volt az utolsó meccse az újjávarázsolt Üllői úti stadion megnyitóját megelőzően, ugyanis a felújítási munkálatok ideje alatt a zöld-fehérek a Népstadionban játszották le a hazai mérkőzéseiket. Dorogi szempontból pedig ekkor játszott utoljára a dorogi csapat az ország legnagyobb futballarénájában. A másik érdekesség, hogy 1975 és 1977 között két és fél éven át Ivanics Tibor volt az edzője, akivel néhány év múlva már edzői minősítésben dolgozott együtt a dorogi csapat élén.

### Egyéb tevékenységei
Polgári foglalkozása mérnök. A sport mellett a Dorogi Szénbányák Tervezőirodájában dolgozott a szakmájában. Ezen kívül vendéglőtulajdonos is volt. Az 1980-as évek végén nyitotta meg Dorogon a "Banya-tanya" vendéglőt, amelynek elődje az ősi legendás "Szabó Julcsa kocsmája" volt. Az új vendéglő a város egyik közkedvelt vendéglője volt, egyben a dorogi csapat és a szurkolók törzshelye lett, amely 2002-ben megszűnt. Helyén még ugyan ebben az évben a "Bandita" nevű rockkocsma nyitotta meg kapuit.

## Családja
Édesapja, id. Gabala Ferenc újságíró és sporttudósító volt, az MTI munkatársa. A dorogi helyi rádió, a Bányász Rádió műsor szerkesztője, valamint a népszerű dorogi lap, a "Bányász Bandi" felelős szerkesztője. Testvére, Gabala Sarolta Pro Urbe díjas matematika-fizika szakos tanár, aki pályafutása jelentős részében a dorogi Dózsa György általános iskola pedagógusa volt és nevéhez fűződik a matematika tagozat megszervezése. Nős, két gyermeke van. Gabala Krisztián fia, neves élvonalbeli labdarúgó, aki többek között játszott a Kispest-Honvéd, a Haladás, a Békéscsabai Előre, a Kecskeméti TE és a REAC csapataiban.